# Glinno (Łódź)
Pour les articles homonymes, voir Glinno.
Glinno est une localité polonaise de la gmina de Warta, située dans le powiat de Sieradz en voïvodie de Łódź.